# Ruby Rose
Pour les articles homonymes, voir Ruby (homonymie) et Rose.
Ne doit pas être confondu avec Rubi Rose.
Ruby Rose Langenheim, dite Ruby Rose, est une mannequin, animatrice de télévision, actrice, DJ, VJ et réalisatrice australienne, née le 20 mars 1986 à Melbourne.
Elle débute en tant que mannequin dans les années 2000 puis se fait remarquer en tant que présentatrice pour la chaîne MTV. Elle devient ensuite, entre autres, le visage de la marque Maybelline, en Australie, puis elle défile et pose pour de prestigieuses marques. Elle coprésente également diverses émissions de télévision.
Durant la décennie suivante, elle entame une carrière d'actrice, en jouant un petit rôle dans le drame Around the Block (2013). En 2014, elle produit et réalise un court métrage intitulé Break Free qui rencontre le succès. Entre 2015 et 2016, elle se familiarise avec le métier d'actrice, en jouant dans la troisième et quatrième saison de la série plébiscitée Orange Is the New Black. Elle se concentre alors ensuite sur le cinéma et elle se retrouve à l'affiche de films d'action tels que Resident Evil : Chapitre final (2016), XXX: Reactivated (2017), John Wick 2 (2017) mais aussi la comédie Pitch Perfect 3 (2017) et elle s'aventure dans la science fiction horrifique pour En eaux troubles (2018). Elle joue également le rôle titre du film The Doorman (2020) aux côtés de Jean Reno.
Elle devient la première actrice à incarner à la télévision le personnage de Kate Kane/Batwoman, dans l'univers sériel partagé de l'Arrowverse, entre 2018 et 2020.

## Biographie

### Enfance et formation
Ruby Rose Langenheim est la fille de Katia Langenheim, une artiste et mère célibataire, qu'elle cite comme un de ses modèles. Enfant, elle voyage souvent avant de s'installer à Melbourne. Elle est la filleule du boxeur aborigène australien Lionel Rose et l'arrière-petite-fille d'Alec Campbell, le dernier survivant de la bataille des Dardanelles.
Elle poursuit des études au lycée University High School avant d'intégrer la Footscray City College où elle peut suivre des cours sur l'art.

### Débuts remarqués et révélation médiatique

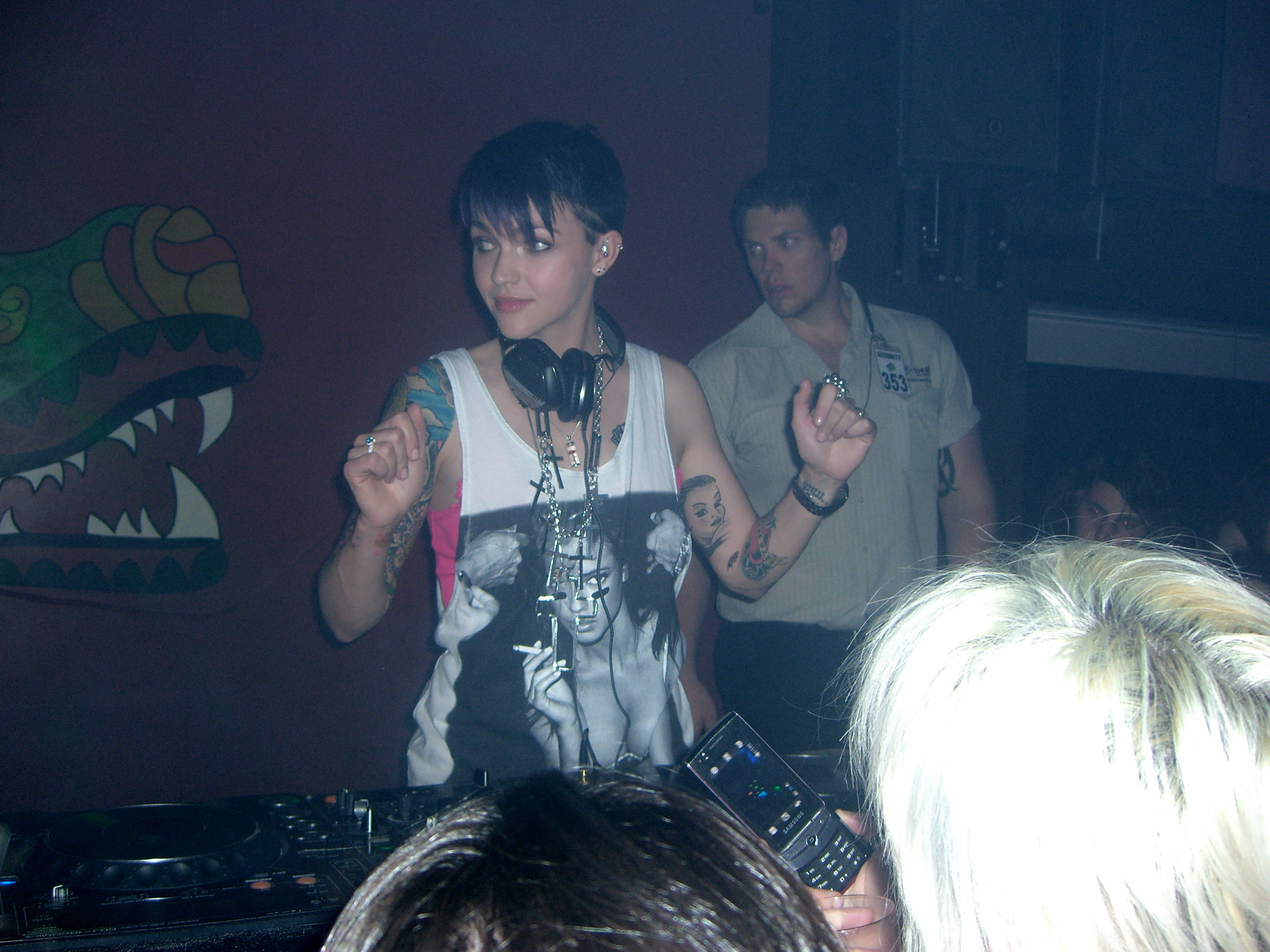
En 2006, en tant que DJ pour l'établissement Rumjungle.

C’est en 2002 que sa carrière prend un tournant considérable. La jeune fille participe à un concours de mannequinat organisé par le magazine Girlfriend et y décroche la deuxième place, derrière Catherine McNeil. Elle se fait notamment remarquer par sa beauté et sa personnalité jugée atypique.
Elle pose alors ensuite pour d'importantes marques de mode. En plus de sa carrière de mannequin, Ruby Rose revêt la casquette de présentatrice de télévision et de DJ/VJ pour le réseau MTV, de 2007 à 2011, devenant une figure reconnue de la télévision australienne.
En 2009, elle coprésente la version australienne de Top Model USA et participe même en tant que juge invitée. La même année, elle fait partie des présentateurs des MTV Australia Awards. Elle est aussi élue personnalité féminine préférée et remporte le prix ASTRA.
Elle s'engage également sur un talk-show de télévision australien, diffusé de manière quotidienne, tous les soirs à partir de 19h. Elle finit par quitter le programme pour se consacrer à ses propres projets.
En 2010, Ruby Rose collabore avec la marque de mode australienne Milk & Honey[source secondaire souhaitée] comprenant des jeans délavés, vestes en cuir et des T-shirts avec des dessins uniques, elle a également publié une collection en collaboration avec la marque de chaussures Gallaz[source secondaire souhaitée].

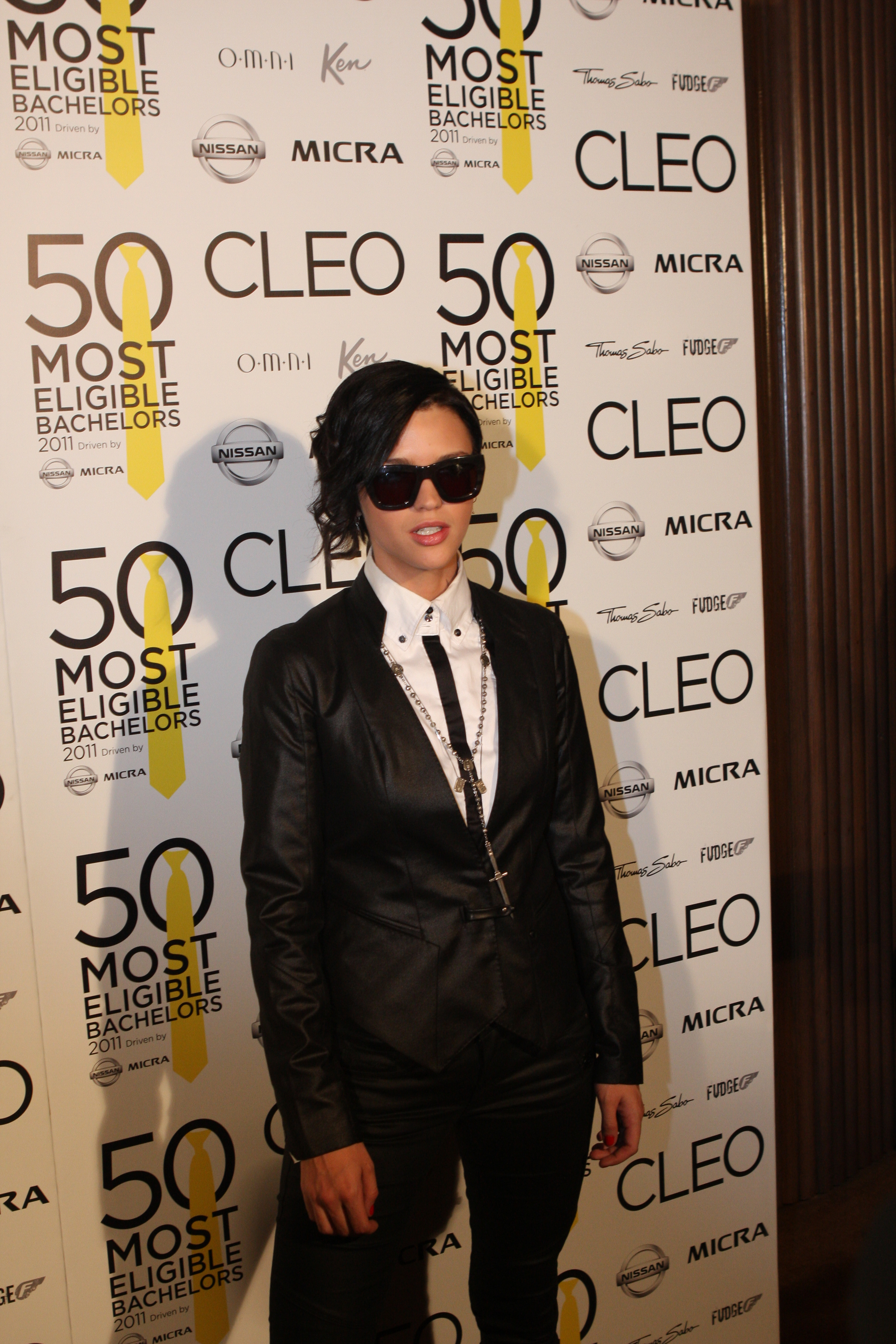
Lors d'une soirée mondaine, en 2011.

En novembre 2012, surfant sur une nouvelle notoriété, Ruby Rose sort son premier single, Guilty Pleasure, avec Gary Go, édité chez Universal Music Australia. L'année suivante, elle fait ses débuts en tant qu'actrice aux côtés de Christina Ricci et Jack Thompson dans le drame indépendant Around the Block. Elle joue également un rôle de guest-star pour un épisode de la série Mr & Mrs Murder.
En 2014, elle sort un court-métrage intitulé Break Free, dont elle est à la fois la réalisatrice et la productrice principale. Avec près de 29 millions de vues[Où ?], le court métrage intrigue et suscite la curiosité des médias. L'apprentie actrice devient alors une icône LGBT.
Cette même année, Ruby Rose commence à collaborer avec son ex-fiancée Phoebe Dahl dans la conception éthique streetwear pour leur gamme de vêtements Faircloth Lane[source secondaire souhaitée] dont elle est la vedette. Elle est aussi l'ambassadrice australienne pour JVC, société australienne de jeans JAG et le label de marque de luxe danoise Georg Jensen[pas clair]. Ruby Rose est également le visage de Maybelline en Australie. Elle figure dans des campagnes publicitaires pour Vogue Australia, InStyle Magazine, Marie Claire Magazine et New York's Inked Magazine[source secondaire souhaitée].

### Percée au cinéma et à la télévision

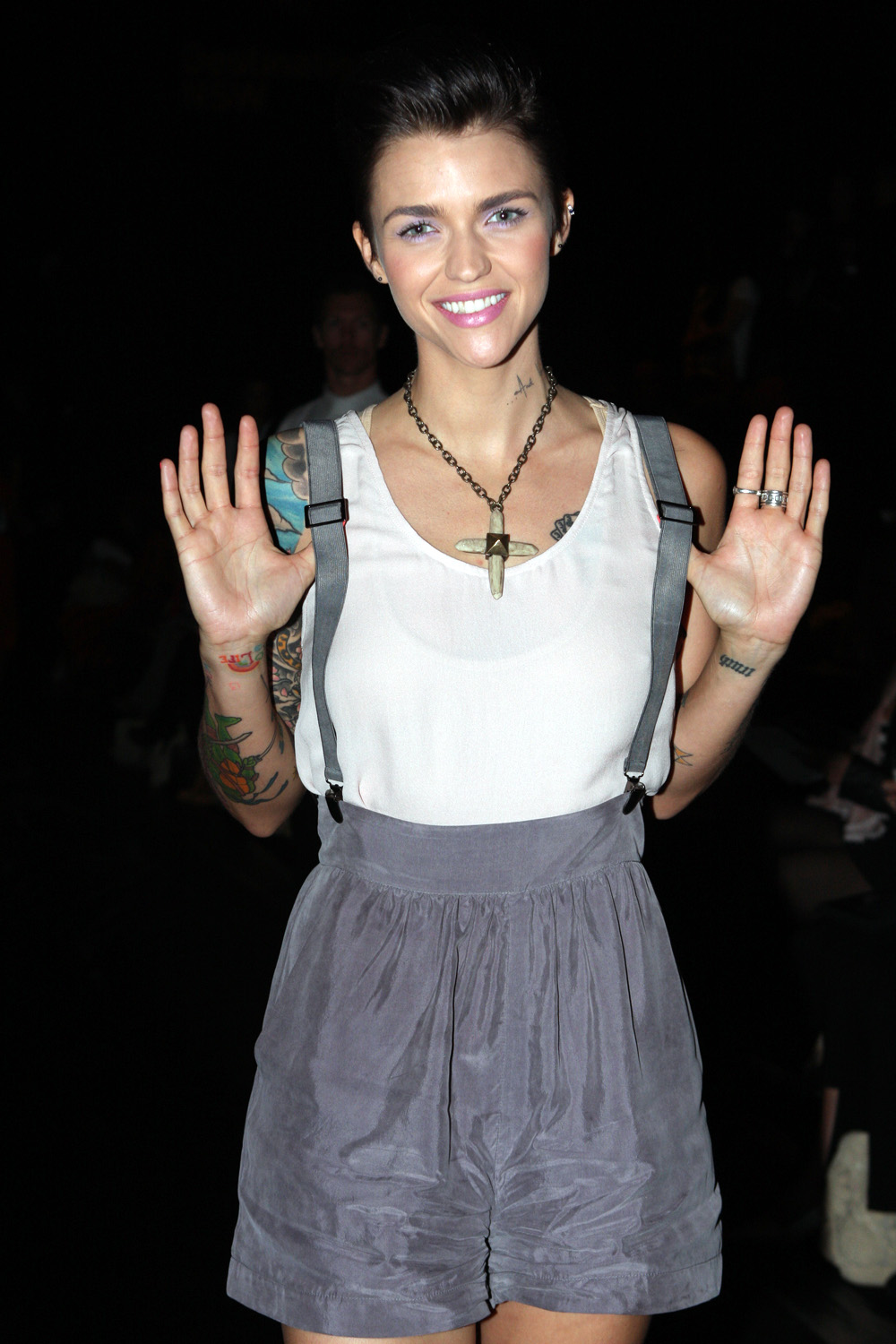
En 2012, lors de la Fashion Week de la marque Mercedes-Benz.

En 2015, après un épisode de la série télévisée de science-fiction, Dark Matter, elle fait son arrivée dans la troisième saison d’Orange Is the New Black, la série de la plateforme Netflix, basée sur les mémoires de Piper Kerman, qui raconte ses expériences d'incarcération dans une prison pour femmes. Elle y incarne Stella Carlin, nouvelle détenue malicieuse et audacieuse. Sa performance est globalement bien accueillie. Elle fait partie des membres de la distribution récompensée par le Screen Actors Guild Award de la meilleure distribution pour une série télévisée dramatique en 2016. La série lui permet d'attirer les producteurs hollywoodiens.
En 2016, elle intègre la distribution de Resident Evil : Chapitre final aux côtés de Milla Jovovich et Ali Larter. À partir de mars 2016, Ruby Rose est l'égérie de la marque de cosmétique Urban Decay qui, pour fêter ses 20 ans, choisit de lancer cent rouges à lèvres en même temps. Cette année-là, elle réalise le clip vidéo du titre On Your Side du groupe The Veronicas, dans lequel elle joue également. La même année, elle remporte un prix d'honneur lors de la cérémonie des GLAAD Media Awards.
En 2017, elle joue dans la dernière campagne de la marque Nike, Kiss My Airs, célébrant le modèle Air Max. En mai, Rose est le visage du lancement de la collection Swarovski, Urban Fantasy FW17 Collection. Puis elle poursuit au cinéma dans le registre de l'action avec XXX: Reactivated, secondant Vin Diesel, et avec John Wick 2, dans lequel elle donne la réplique à Keanu Reeves. Ces deux productions lui permettent de toucher les sommets du box-office, et de décrocher une nomination aux Teen Choice Awards comme meilleure actrice dans un film d'action.

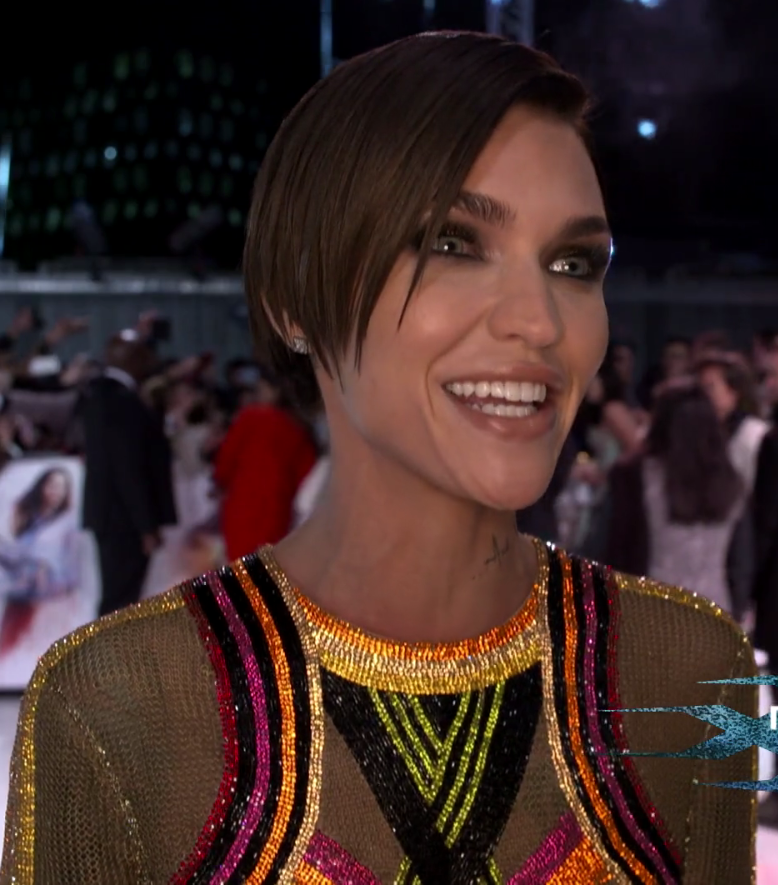
Lors de l'avant-première londonienne du film XXX: Reactivated, en 2017.

Elle confirme à la célèbre présentatrice Ellen DeGeneres qu'elle rejoint le casting de l'attendu troisième volet de la franchise Pitch Perfect. Elle intègre ensuite la distribution principale du film de science fiction horrifique, En eaux troubles, réalisé par Jon Turteltaub et sorti en salles en 2018, adaptation du roman Meg: A Novel of Deep Terror de Steve Alten, publié en 1997. Ruby Rose partage la vedette avec Jason Statham et Li Bingbing.
En août 2018, la chaîne CW annonce que Ruby Rose incarnera en décembre Kate Kane / Batwoman dans le crossover des séries liées à l'Arrowverse (Arrow, Flash et Supergirl), avant d'avoir éventuellement sa propre série en 2019. Un mouvement de réaction à l'annonce, critiquant le fait que Rose n'est pas juive comme le personnage et qu'elle n'est pas connue pour être une bonne actrice, pousse l'actrice à désactiver son compte Twitter et restreindre son compte Instagram.
En dépit de cette controverse, les retours sont globalement positifs et la série Batwoman est commandée. Lors de sa première diffusion, en octobre 2019, elle réalise un record en étant le programme le plus regardé sur CW depuis Black Lightning en janvier 2018 et reçoit des critiques globalement mitigées. Ruby Rose participe ainsi au crossover Crisis On Infinite Earths réunissant les autres séries de l'univers,. Après la diffusion du dernier épisode de la saison 1 de Batwoman, et malgré le renouvellement de la série pour une seconde saison, Ruby Rose annonce qu'elle quitte le programme sans préciser les raisons,,.

## Vie privée
Elle parle de son homosexualité à une amie à l'âge de douze ans puis quelque temps plus tard à sa mère. Dès ses débuts à la télévision, son homosexualité est révélée par la presse et elle la confirme par la suite.
Elle a souvent souffert de railleries verbales et d'abus physiques par ses camarades de classe, ce qui a mené à une tentative de suicide. Elle a aussi été agressée sexuellement par un parent. Elle a été déclarée avec un trouble bipolaire avec une propension à la dépression clinique.
Elle a déclaré qu'être mannequin lui a permis d'expérimenter différentes expressions de genre, et l'a amenée à découvrir l'androgynie.
En juillet 2014, Ruby Rose publie une vidéo où elle met en scène sa fluidité de genre. Elle déclare quelques jours plus tard : « J'ai sorti cette vidéo que je voulais vraiment être thérapeutique pour moi-même […]. » Depuis l'enfance, elle manifeste ce souhait de ne pas devenir une femme : « Quand j'étais petite, j'étais convaincue d'être un gars. [...] J'avais cinq ou six ans ? J'étais très jeune. [...] Je dormais sur la poitrine parce que je pensais que cela m'empêcherait d'avoir des seins. Je priais Dieu pour ne pas avoir de poitrine. ». Évoquant son genre elle déclare : « Je suis complètement fluide et j'ai l'impression de me réveiller chaque jour comme ayant une sorte de genre neutre ». Bien que naviguant entre les deux expressions de genre (femme et homme), elle préfère continuer à utiliser des pronoms féminins pour parler d'elle-même.
Elle se fiance à Phoebe Dahl en mars 2014. En novembre 2015, les deux femmes se séparent.
Elle a une brève relation d'été avec Harley Gusman, cofondatrice d’une ligne de cosmétiques et produits capillaires de luxe appelée Truly Organic et mannequin,.
À partir de fin octobre 2016, elle est en couple avec Jessica Origliasso, membre du groupe The Veronicas. Elles avaient déjà été en couple en 2008-2009, bien que Jessica Origliasso ait publiquement nié cela à cette époque. Le 1er avril 2018, via son compte Twitter, on apprend que les deux femmes sont séparées depuis plusieurs mois.
Connue pour être tatouée, elle montre notamment ses tatouages pour le magazine Maxim Australie et pour l'association PETA, dans le cadre de la campagne « Je préfère être nue qu'en fourrure ». Elle participe à de nombreuses œuvres caritatives : elle remporte notamment un match de boxe de charité, elle se porte également volontaire pour aller au Laos...

### Dans les médias
Divers médias ont commenté la fascination du public pour l'identité de genre de Rose, son expression de genre et son apparence physique, y compris ses tatouages et ses similitudes visuelles ou comportementales avec Angelina Jolie, Justin Bieber ou le jeune Leonardo DiCaprio,,.
L'attention du public et des médias a augmenté après les débuts de Rose sur Orange Is the New Black, de manière significative en ce qui concerne les femmes commentant son apparence physique,,.
Ruby Rose est considérée comme une icône et une représentante positive de la communauté LGBT, bien qu'elle ait été controversée par le passé,.
En 2015, elle était la cinquième personne la plus recherchée sur Google. L'organisme PETA l'a nommée parmi les trois « vegans les plus sexy » de 2017.

## Filmographie

### Cinéma

#### Longs métrages
- 2013 : Around the Block de Sarah Spillane : Hannah
- 2014 : Break Free (court-métrage) : Elle-même
- 2016 : Resident Evil : Chapitre final de Paul W. S. Anderson : Abigail
- 2017 : xXx: Reactivated de D. J. Caruso : Adele Wolff
- 2017 : John Wick 2 (John Wick: Chapter 2) de Chad Stahelski : Ares
- 2017 : Pitch Perfect 3 de Trish Sie : Calamity
- 2018 : Tourism Australia: Dundee - The Son of a Legend Returns Home (court-métrage) : Chef Jackson
- 2018 : En eaux troubles (The Meg) de Jon Turteltaub : Jaxx Herd
- 2020 : The Doorman de Ryūhei Kitamura : Ali
- 2021 : SAS: Rise of the Black Swan de Magnus Martens : Grace Lewis
- 2021 : Vanquish de George Gallo : Victoria
- 2022 : 1Up : Parker
- 2022 : The Yacht (Stownaway) : Bella Denton
- 2022 : Taurus (en) : Bub
- 2023 : The Collective de Tom DeNucci : Daisy
- 2024 : Dirty Angels de Martin Campbell : Medic

#### Films d'animation
- 2016 : Gris, le (pas si) grand méchant loup : Bianca (voix)
- 2020 : Cranston Academy: Monster Zone (en) : Liz (animation et voix)

### Télévision

#### Émissions télévisées
- 2007 - 2011 : MTV (en) : VJ
- 2009 - 2010 : 20 to 1 (en) : invitée
- 2009 : Talkin' 'Bout Your Generation (en) : invitée
- 2009 : Australia's Next Top Model (en) : juge invitée et co-présentatrice
- 2009 : MTV Australia Awards 2009 (en) : cprésentatrice
- 2009 - 2011 : The Project (en) : co-présentatrice
- 2010 : Ultimate School Musical (en) : présentatrice
- 2010 : Logie Awards : présentatrice
- 2010 : Vancouver Winter Olympics (en) : présentatrice
- 2015 : 2015 MTV Europe Music Awards (en) : co-présentatrice
- 2017 : Lip Sync Battle (en) : invitée (saison 3, épisode 10)
- 2022 : Ink Master : juge invitée (saison 14)

#### Séries télévisées
- 2013 : Mr & Mrs Murder (en) : elle-même (saison 1, épisode 1)
- 2015 : Dark Matter : Wendy l’androïde (saison 1, épisode 7)
- 2015 - 2016 : Orange Is the New Black : Stella Carlin (saison 3)
- 2018 - 2019 : Supergirl : Kate Kane / Batwoman (saison 4, épisode 9 et saison 5, épisode 9)
- 2018 - 2019 : Flash : Kate Kane / Batwoman (saison 5, épisode 9 et saison 6, épisode 9)
- 2018 - 2020 : Arrow : Kate Kane / Batwoman (saison 7, épisode 9 et saison 8, épisode 8)
- 2019 - 2020 : Batwoman : Kate Kane / Batwoman (saison 1)
- 2020 : Legends of Tomorrow : Kate Kane / Batwoman (saison 5, épisode 1)
- 2020 : Acting for a Cause (en) : Viola (saison 2, épisode 4)

### Clips
- 2011 : Boys Like You de 360 en duo avec Gossling
- 2016 : On Your Side de The Veronicas
- 2016 : My Baby de Russ
- 2020 : Yo Visto Así de Bad Bunny

### Réalisatrice
- 2014 : Break Free (court métrage) - également productrice et scénariste
- 2016 : clip de On Your Side de The Veronicas

## Distinctions

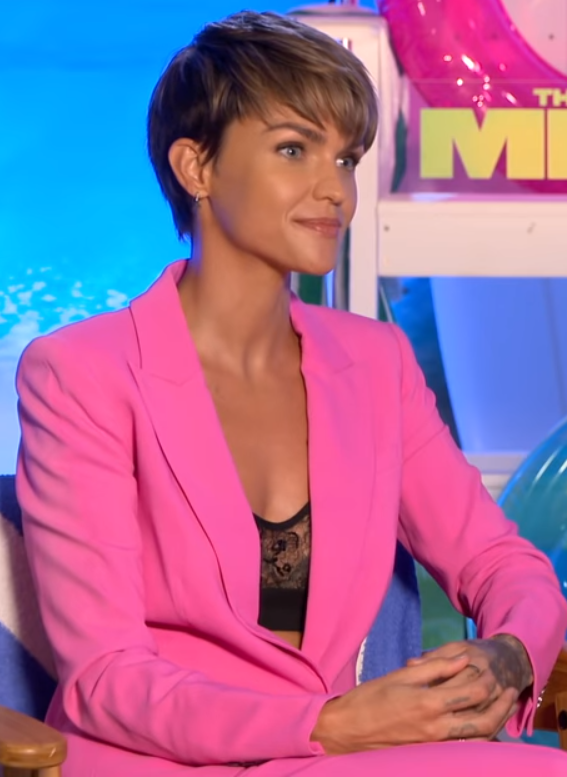
Lors d'une interview de MTV International, en 2018.

Sauf indication contraire ou complémentaire, les informations mentionnées dans cette section proviennent de la base de données IMDb.

### Récompenses
- Astra Awards 2009 : personnalité féminine préférée
- GLAAD Media Awards 2016 : Stephen F. Kolzak Award
- Screen Actors Guild Awards 2016 : meilleure distribution pour une série télévisée comique pour Orange Is the New Black - récompense partagée

### Nominations
- Astra Awards 2010 : personnalité féminine préférée
- People's Choice Awards 2016 : The DailyMail.com Seriously Popular(TM) Award[Quoi ?] - nomination partagée avec Bella Thorne, Cara Delevingne et Kylie Jenner
- Teen Choice Awards 2017 : meilleure actrice dans un film d'action pour XXX: Reactivated
- The Queerties 2020 : meilleure performance à la télévision pour Batwoman

## Voix françaises
En France, Vanessa Van-Geneugden est la voix française régulière de Ruby Rose depuis l'Arrowverse en 2018.
Au Québec, l'actrice est doublée par plusieurs comédiennes.

### En France
| - Vanessa Van-Geneugden dans : - Supergirl (série télévisée) - Flash (série télévisée) - Arrow (série télévisée) - Batwoman (série télévisée) - SAS: Rise of the Black Swan - Legends of Tomorrow (série télévisée) - Vanquish - 1UP - The Doorman | - Delphine Chauvier dans Orange Is the New Black (série télévisée) - Jessica Monceau dans Resident Evil : Chapitre final - Olivia Luccioni dans XXX: Reactivated - Alice Taurand dans Pitch Perfect 3 - Manon Azem dans En eaux troubles |

### Au Québec
- Ariane-Li Simard-Côté dans Resident Evil : L'ultime chapitre[44]
- Jessica Léveillé-Lemay dans XXX: Le Retour de Xander Cage[44]